# سعد بن المنتحر البارقي
سعد بن المُنْتَحِر البارقي وقيل ابن المتنحر: من شعراء وفرسان الأزد، وكان  شريفًا في قبيلته وهو جاهلي قديم. وهو صاحب البيت المشهور: « إذا رأوا كريهة يرمون بي، رميك بالمرجاس في قعر الطوي».

## النسب
سعد بن المنتحر البارقي ينتهي نسبه إلى بارق بن عدي بن حارثة بن عمرو مزيقياء بن عامر ماء السماء بن حارثة الغطريف بن امريء القيس بن ثعلبة بن مازن بن الأزد.

## أشهر قصائده
كان سعد بن المنتحر فارسًا من الشجعان، اشترك في غارات وحملات بارق على بعض القبائل التي كانت تتعرض للقوافل بين اليمن ومكة غالبًا، وقال - في أحد قصائده - يذكر فروسيته:
كان سعد بن المنتحر من شعراء حقبة الجاهلية القديمة، وقد وصلنا من إنشاده:

### المنتحر وبجيلة
كان ابن المنتحر من فرسان الأزد وأنجادها وأعلامها وشعرائها، ومن الأخبار أنه لما بلغ البارقي ادعاء بجيلة أن شكر منها، قال شعرًا ربما افتخر فيه على بجيلة، حيث جاء في فرحة الأديب للسيرافي: « فكانت بجيلة تقول: هو منا. فقال سعد بن المتنحر البارقي، جاهلي»:
وقصة هذا الشعر، أن أمُ شكر بن عمرو بن عمران بن عدي بن حارثة بن عمرو بن مزيقياء، وهي عزة بنت مالك من بجيلة، ذهبت به إلى بجيلة، فكانت بجيلة تقول: هو منا. قال أبو سعيد السيرافي: « شكر، وإنما شكر قرني، وهو لقب».